# You Are What You Eat: A Twin Experiment
You Are What You Eat: A Twin Experiment (bra: Você é o que Você Come: As Dietas dos Gêmeos, pt: Somos o que Comemos: Um Estudo com Gémeos) é uma minissérie norte-americana lançada em 2024 que apresenta um estudo comparativo entre gêmeos idênticos, sendo que um deles é submetido a uma alimentação onívora e o outro a uma alimentação vegana pelo período de oito semanas. O estudo foi conduzido por pesquisadores da Universidade de Stanford com o intuito de averiguar os efeitos de certos alimentos para o organismo humano e foi publicado na revista científica JAMA Network Open. A minissérie é dirigida pelo vencedor do Óscar em 2010, Louie Psihoyos.
O documentário atingiu 8 milhões de visualizações na primeira semana de seu lançamento na plataforma Netflix, chegando ao 3º lugar de conteúdos mais assistidos da plataforma de Streaming.

## Sinopse
A série apresenta 22 pares de gêmeos idênticos sendo submetidos a alterações nas suas rotinas alimentares, com o intuito de avaliar os efeitos nos seus organismos. Um dos gêmeos de cada par se alimenta durante oito semanas apenas por alimentos de origem vegetal (vegana), enquanto o outro gêmeo possui alimentação onívora nesse mesmo período de tempo. Nas quatro primeiras semanas do experimentos, todos os gêmeos se alimentaram de refeições provenientes da empresa Trifecta, enquanto nas últimas semanas eles cozinharam seu próprio alimento.
O estudo, realizado por pesquisadores da Universidade de Stanford, é apresentado na série principalmente pelo cientista Christopher Gardner, que atua em Palo Alto (Califórnia). Como resultado da pesquisa, a produção conclui que a alimentação vegana possui o potencial de aprimorar a saúde cardiovascular em apenas oito semanas, o que é explicado pela diminuição nos níveis de insulina, de colesterol e do peso corporal durante esse período de tempo.

## Episódios
| N.º | Título       | Dirigido por   | Lançamento           |
| --- | ------------ | -------------- | -------------------- |
| 1 | "Episódio 1" | Louie Psihoyos | 1 de janeiro de 2024 |
| Gêmeos idênticos participam de um estudo científico que consiste em seguir duas dietas diferentes por oito semanas. O objetivo? Determinar qual é a melhor.              |              |                |                      |
| 2 | "Episódio 2" | Louie Psihoyos | 1 de janeiro de 2024 |
| Os gêmeos começam a seguir as dietas, mas a adaptação tem seus altos e baixos. As diretrizes recomendadas geram preocupações, mas um chef renomado vira o jogo.          |              |                |                      |
| 3 | "Episódio 3" | Louie Psihoyos | 1 de janeiro de 2024 |
| Os gêmeos começam a cozinhar por conta própria. É hora de buscar uma alternativa mais saudável, pois certos produtos de origem animal estão causando problemas de saúde. |              |                |                      |
| 4 | "Episódio 4" | Louie Psihoyos | 1 de janeiro de 2024 |
| Os resultados do estudo são revelados e os gêmeos analisam todos os marcadores que sofreram mudanças. Um movimento começa a ganhar força na indústria alimentícia.       |              |                |                      |

## Ligações Externas
Estudos relacionados à elaboração da série:
- JAMA Network Open - Cardiometabolic Effects of Omnivorous vs Vegan Diets in Identical Twins: A Randomized Clinical Trial (em inglês)
- medRxiv - Unveiling the Epigenetic Impact of Vegan vs. Omnivorous Diets on Aging: Insights from the Twins Nutrition Study (TwiNS)